# Municipio de Fairfield (condado de Essex)
El municipio de Fairfield (en inglés: Fairfield Township) es un municipio ubicado en el condado de Essex en el estado estadounidense de Nueva Jersey. En el año 2010 tenía una población de 7.466 habitantes y una densidad poblacional de 275,5 personas por km².

## Geografía
El municipio de Fairfield se encuentra ubicado en las coordenadas 40°52′45″N 74°17′38″O / 40.87917, -74.29389.

## Demografía
Según la Oficina del Censo en 2000 los ingresos medios por hogar en el municipio eran de $83,120 y los ingresos medios por familia eran $90,998. Los hombres tenían unos ingresos medios de $56,106 frente a los $39,032 para las mujeres. La renta per cápita para la localidad era de $32,099. Alrededor del 2.8% de la población estaba por debajo del umbral de pobreza.